# Metaphycus stramineus
Metaphycus stramineus är en stekelart som beskrevs av Compere 1940. Metaphycus stramineus ingår i släktet Metaphycus och familjen sköldlussteklar. Inga underarter finns listade i Catalogue of Life.